# Terryglass Castle

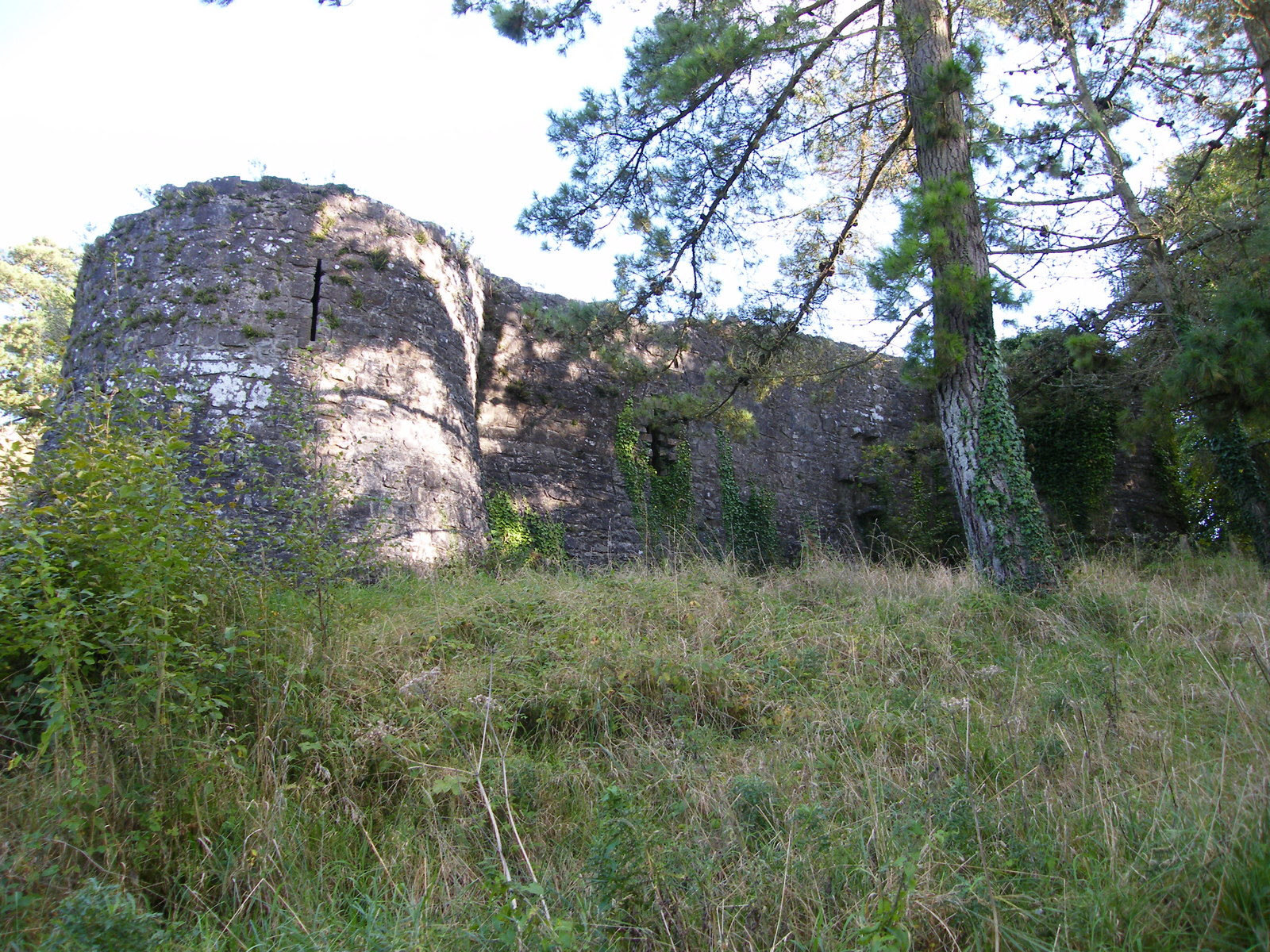
Terryglass Castle (2009)

Terryglass Castle (auch Old Court genannt, irisch Caisleán Thír Dhá Ghlas oder An tSean-Chúirt) ist ein festes Haus an der nordöstlichen Ecke des Lough Derg im irischen County Tipperary, das als National Monument gilt.

## Geschichte
Ein frühes, christliches Kloster gründete an dieser Stelle im 6. Jahrhundert Columban von Iona, der um das Jahr 552 verstarb.
Terryglass Castle ließ in den Jahren 1219–1232 John Marshall erbauen. Im Jahre 1232 hatte er laut den königlichen Aufzeichnungen bedeutende Schulden beim englischen König Heinrich III. Diesem galten die Burg und das umgebende Land als Sicherheit für die Rückzahlung der Schulden.
Die Burg sollte häufig den Besitzer wechseln. In den Jahren 1275–1276 gehörte sie Nicholas Dunheaued, 1299 Theobald le Botiller, 2. Chief Butler of Ireland und 1290 William Marshall. Richard Og de Burgh, 2. Earl of Ulster, war 1323 der Eigentümer und James Butler 1589.
Terryglass Castle hat laut Steuerquellen in den Jahren 1302–1307 zum Steueraufkommen der Diözese beigetragen und im Bericht über den königlichen Besuch im Jahre 1615 ist erwähnt, dass es einen geschlossenen Altarraum hatte. Bei der Katastervermessung 1654–1656 ist allerdings nur ein Kirchfriedhof erwähnt.

## Beschreibung
Terryglass Castle ist ein Donjon mit vier Türmchen.